# Le Philosophe ignorant
Le Philosophe ignorant est un texte philosophique de Voltaire publié anonymement en 1766. C'est la quintessence de sa pensée à la fin de sa vie.

## Contenu
L'ouvrage est organisé en 56 chapitres de longueur variable. Leur point commun est d'exposer l’ignorance du vrai philosophe sur les grandes questions de la vie, du destin, de l’infini et de l’au-delà. Cependant, le dernier chapitre retrouve les accents d’une philosophie militante.

## Histoire éditoriale
Rédigé pendant l'hiver 1765-1766, Le Philosophe ignorant est publié sans nom d'auteur en avril 1766. Voltaire avait envisagé une illustration : « Trois aveugles qui cherchent à tâtons un âne qui s’enfuit. C’est l’emblème de tous les philosophes qui courent après la vérité. Je me tiens un des plus aveugles et j’ai toujours couru après mon âne. C’est donc mon portrait que je vous demande. »
Voltaire fait suspendre la diffusion pendant l’affaire du chevalier de La Barre. Elle ne débute réellement que tout début 1767. L'ouvrage connaît six rééditions en 1766-1767, mais rencontre un accueil mitigé, en particulier de la part de Grimm qui, dans sa Correspondance littéraire, attaque le déisme voltairien, et se range dans le camp des athées menés par D’Holbach.

## Analyse
Dans ce Credo philosophique dans lequel il exprime son profond scepticisme et prend ouvertement ses distances avec les nouveaux matérialistes, Voltaire exprime clairement son refus de toute métaphysique et fait profession d’humilité. Rarement il s’est montré aussi catégorique dans sa dénonciation des systèmes philosophiques et de la présomption orgueilleuse de leurs créateurs. 
C'est l'aboutissement d’une longue réflexion sur la métaphysique et la morale. Pour lui, la vraie philosophie se ramène, en dernière analyse, à l’aveu de nos limites, à la reconnaissance de la faiblesse de l’esprit humain et à l’abandon des questions insolubles qu’il se pose. Alors que les réponses des religions et des philosophies n’ont conduit qu’à opposer les hommes tout en flattant leur présomption, Voltaire veut enseigner la modestie en matière philosophique et ramener la morale à quelques vertus aussi essentielles qu’universelles.
Il ne croit plus au libre arbitre, a renoncé à l’optimisme leibnizien, pour passer à un rationalisme sceptique radicalisé, qui néanmoins sauvegarde la morale et débouche sur l’action.
L'organisation du Philosophe ignorant en chapitres autonomes montre autant de fragments d’un système impossible à construire.